# .wf
.wf — в Інтернеті, національний домен верхнього рівня (ccTLD) для островів Волліс і Футуна.